# بانک اوتمار هاهیال
بانک اوتمار هاهیال (عبری: בנק אוצר החייל‎، ت. «Soldier's Treasury Bank») شرکت خدمات مالی و بانکداری اسرائیلی است، که در سال ۱۹۴۶ تأسیس شد.